# Jan Vacek
Jan Vacek (* 10. května 1976 Praha) je bývalý český profesionální tenista. Ve své kariéře na okruhu ATP Tour vyhrál jeden turnaj ve dvouhře, když triumfoval na Brasil Open 2001. Na challengerech ATP získal čtyři singlové a čtyři deblové tituly a na okruhu ITF pak sedm titulů ve dvouhře a jeden ve čtyřhře.
Na žebříčku ATP byl nejvýše ve dvouhře klasifikován v srpnu 2002 na 61. místě a ve čtyřhře pak v dubnu 2005 na 115. místě. Trénoval jej Jiří Hřebec.
Na grandslamu se nejdále probojoval do čtvrtého kola ve Wimbledonu 2002, v němž vypadl ve třech setech s Nizozemcem Sjengem Schalkenem.
V roce 2004 se mu narodila první dcera Eliška. O 4 roky později druhá dcera Viktorie.

## Finálové účasti na turnajích ATP World Tour
| Legenda (před/od 2009)                                              |
| D – dvouhra; Č – čtyřhra                                            |
| Grand Slam (0–0)                                                    |
| Tennis Masters Cup / ATP World Tour Finals (0–0)                    |
| ATP Masters Series / ATP World Tour Masters 1000 (0–0)              |
| ATP International Series Gold / ATP World Tour 500 series (0–0)     |
| ATP International Series / ATP World Tour 250 series (1–0 D; 0–1 Č) |

### Dvouhra

#### Vítěz (1)
| Č. | Datum         | Turnaj                    | Povrch | Finalista         | Výsledek         |
| -- | ------------- | ------------------------- | ------ | ----------------- | ---------------- |
| 1. | 16. září 2001 | Costa do Sauípe, Brazílie | antuka | Fernando Meligeni | 2–6, 7–6(2), 6–3 |

### Čtyřhra

#### Finalista (1)
| Č. | Datum           | Turnaj                       | Povrch | Spoluhráč        | Vítězové              | Výsledek         |
| -- | --------------- | ---------------------------- | ------ | ---------------- | --------------------- | ---------------- |
| 1. | 20. června 2004 | 's-Hertogenbosch, Nizozemsko | tráva  | Lars Burgsmüller | Martin Damm Cyril Suk | 3–6, 7–6(7), 3–6 |